# Lajos Gönczy
Lajos Gönczy (Szeged, 24 de febrero de 1881 - Galitzia, 4 de diciembre de 1915) fue un atleta húngaro que compitió en salto de altura a fines del siglo XIX y principios del siglo XX.
Especializado en el salto de altura, tomó parte en los Juegos Olímpicos de París en 1900 en el que ganó la medalla de bronce en la prueba del salto de altura con un mejor salto de 1m 75cm y quedando por detrás Irving Baxter y Patrick Leahy .
Cuatro años más tarde volvió a disputar la misma prueba en Saint Louis, Estados Unidos, pero en esta ocasión acabó cuarto, a dos centímetros de las medallas. En el salto de altura sin impulso acabó en quinta posición.
El Atenas 1906 volvió a las disputar las mismas pruebas que en 1904, ganando la plata en la prueba del salto de altura y terminando quinto en el salto de altura sin impulso.